# Entre mes mains le bonheur se faufile
Entre mes mains le bonheur se faufile est un roman d'Agnès Martin-Lugand publié en 2014.

## Résumé
Iris vit en province. Employée dans une banque, elle mène une vie rangée et parfaitement organisée avec Pierre, son mari médecin. Mais à quoi rêve Iris, derrière ses paupières de femme sage qui s’étiole ? Dans son grenier, à l’abri des regards, la trentenaire s’adonne à la couture, sa passion de toujours, pour oublier qu’elle s’ennuie. Jusqu’à ce qu’une découverte la pousse à tout plaquer pour mener enfin l’existence à laquelle elle aspire.

## Éditions internationales
Sous le nom Happiness at my Fingertips, le livre est édité à l'international par différentes maisons d'édition : Corpus en Russie, Motto en Tchéquie et en Slovaquie, Blanvalet (en) en Allemagne, Alfaguara en Espagne, Sperling & Kupfer (it) en Italie, Stahoro Leva en Ukraine, Editura Trei en Roumanie, Balgunsesang en Corée du Sud et Tac Co. au Japon.